# James R. Bath
James Reynolds Bath (nascido em 18 de agosto de 1936) é um ex-diretor do Bank of Credit and Commerce International (BCCI), ex-consultor de Salem bin Laden (meio-irmão mais velho de Osama bin Laden),  e também um antigo sócio da Arbusto Energy com George W. Bush, com quem Bath serviu como um membro da Guarda Aérea Nacional do Texas durante a Guerra do Vietnã, protegendo a Costa do Golfo.  Possui interesses comerciais no ramo de aeronaves e de imóveis.